# كارلوس ليال
كارلوس ليال (بالإنجليزية: Carlos Leal)‏ (و. 1969 – م) هو ممثل من سويسرا. ولد في فريبورغ.

## وصلات خارجية
- كارلوس ليال على موقع IMDb (الإنجليزية)
- كارلوس ليال على موقع قاعدة بيانات الأفلام العربية
- كارلوس ليال على موقع ألو سيني (الفرنسية)
- كارلوس ليال على موقع ميوزك برينز (الإنجليزية)
- كارلوس ليال على موقع أول موفي (الإنجليزية)
- كارلوس ليال على موقع ديسكوغز (الإنجليزية)
- كارلوس ليال على موقع قاعدة بيانات الفيلم (الإنجليزية)
- كارلوس ليال على موقع كينوبويسك (الروسية)